# Fanfan La Tulipe (film fra 2003)
Fanfan La Tulipe er en fransk actionkomedie fra 2003. Denne version er en genindspilning af filmen af samme navn fra 1952.

## Synopsis
Den unge Fanfan La Tulipe (Vincent Perez) bliver spået, af den smukke Adeline La Franchise (Penélope Cruz), at han hvis han melder sig som soldat for kong Ludvig XV, vil han udover at vinde hæder og ære også komme til, at ægte en af hans døtre.
Fanfan melder sig under fanerne og må gå grueligtr meget igennem, før han får pigens hånd.

## Medvirkende
- Vincent Perez – Fanfan la Tulipe
- Penélope Cruz – Adeline La Franchise
- Didier Bourdon – Louis XV
- Hélène de Fougerolles – Mme de Pompadour
- Michel Muller – Tranche Montagne
- Philippe Dormoy – Fier-à-bras
- Jacques Frantz – La Franchise
- Gérald Laroche – Corsini
- Guillaume Gallienne – La Houlette

## Økonomi
filmen solgte i Frankrig 1.045.614 billetter

## Eksterne henvsninger
- Fanfan La Tulipe på Internet Movie Database (engelsk)
- Fanfan La Tulipe på Filmdatabasen
- Fanfan La Tulipe i Svensk Filmdatabas (svensk)
- Fanfan La Tulipe på AlloCiné (fransk)
- Fanfan La Tulipe på MovieMeter (nederlandsk)
- Fanfan La Tulipe på AllMovie (engelsk)
- Fanfan La Tulipe hos British Film Institute (engelsk)
- Fanfan La Tulipe på The Movie Database (engelsk)
- Fanfan La Tulipe på Rotten Tomatoes (engelsk)
- Fanfan La Tulipe på Box Office Mojo (engelsk)
- "Filmanmeldelse på Kulturkapellet". Arkiveret fra originalen 15. august 2012. Hentet 2012-05-01.